# Cristián Castañeda
Cristián Alberto Castañeda Vargas (født 18. september 1968 i San Vicente, Chile) er en tidligere chilensk fodboldspiller (Højre back).
Tapia tilbragte hele sin karriere i hjemlandet, hvor hans primære klub var Universidad de Chile. Her var han med til at vinde hele fire chilenske mesterskaber og to pokaltitler.
Castañeda spillede desuden 25 kampe og scorede ét mål for det chilenske landshold. Han repræsenterede sit land ved VM i 1998 i Frankrig. Her spillede han én af sit holds fire kampe i turneringen, hvor chilenerne blev slået ud i 1/8-finalen.

## Titler
Primera División de Chile
- 1994, 1995, 1999 og 2000 med Universidad de Chile

Copa de Chile
- 1998 og 2000 med Universidad de Chile